# JAC RF8

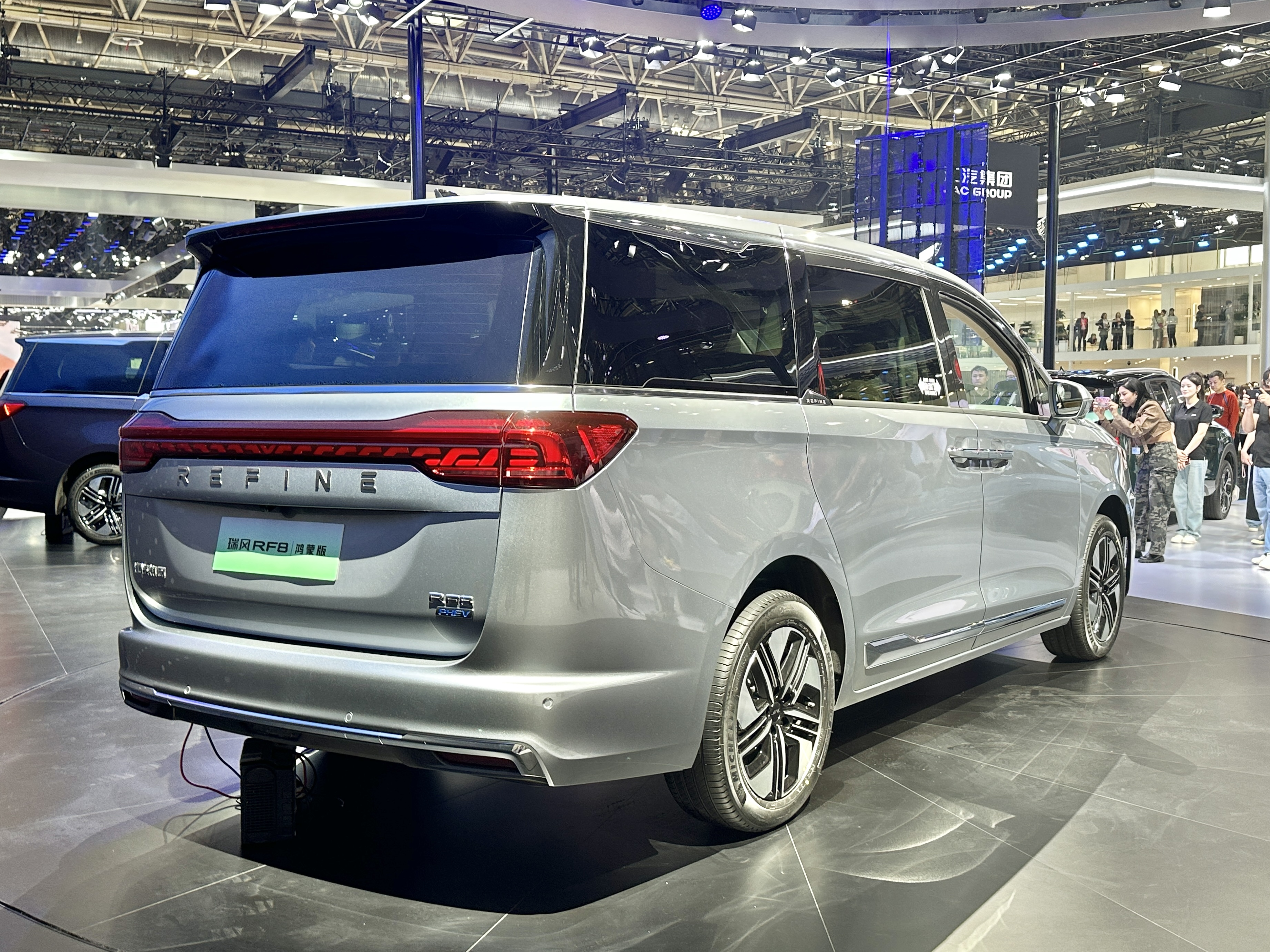
Heckansicht

Der JAC RF8 ist ein Van des chinesischen Automobilherstellers JAC.

## Geschichte
Vorgestellt wurde das 5,22 Meter lange, 1,90 Meter breite und 1,83 Meter hohe Fahrzeug im August 2023 auf der Chengdu Auto Show. Im Januar 2024 kam es zunächst als reiner Verbrenner auf dem chinesischen Heimatmarkt in den Handel. Eine Plug-in-Hybrid-Version folgte drei Monate später. Der RF8 hat drei Sitzreihen mit insgesamt sechs oder sieben Sitzen.
In Russland wird das Modell seit Juli 2025 in Jelabuga gebaut. Dort wird es als Sollers SP7 vermarktet.

## Technische Daten
Die Verbrenner-Version verwendet einen 2,0-Liter-Ottomotor mit 186 kW (253 PS). Der Plug-in-Hybrid nutzt einen 1,5-Liter-Ottomotor mit 120 kW (163 PS) und zwei je 160 kW (218 PS) starke Elektromotoren. Die Systemleistung liegt bei 310 kW (421 PS), die elektrische Reichweite wird mit 116 km nach WLTP angegeben.
|                                                   | 2.0T                     | 1.5T PHEV                       |
| Bauzeitraum                                       | seit 01/2024             | seit 04/2024                    |
| Motorkenndaten                                    |                          |                                 |
| Motortyp                                          | R4-Ottomotor             | R4-Ottomotor + 2 Elektromotoren |
| Hubraum                                           | 1998 cm³                 | 1499 cm³                        |
| max. Leistung Verbrennungsmotor bei min−1         | 186 kW (253 PS) / 5500   | 120 kW (163 PS) / 5500          |
| max. Leistung Elektromotoren                      | —                        | je 160 kW (218 PS)              |
| max. Systemleistung                               | —                        | 310 kW (421 PS)                 |
| max. Drehmoment Verbrennungsmotor bei min−1       | 400 Nm / 1900–3300       | 255 Nm / 2500–4000              |
| max. Drehmoment Elektromotoren                    | —                        | je 350 Nm                       |
| max. Systemdrehmoment                             | —                        | 745 Nm                          |
| Kraftübertragung                                  |                          |                                 |
| Antrieb                                           | Vorderradantrieb         | Allradantrieb                   |
| Getriebe                                          | 8-Gang-Automatikgetriebe | 3-Gang-Hybridgetriebe           |
| Messwerte                                         |                          |                                 |
| Leergewicht                                       | 2110 kg                  | 2330 kg                         |
| Höchstgeschwindigkeit                             | 200 km/h                 | 180 km/h                        |
| Beschleunigung, 0–100 km/h                        | 9,8 s                    | 7,3 s                           |
| Kraftstoffverbrauch auf 100 km (WLTP, kombiniert) | 8,9 l Super              | 1,3 l Super                     |
| Tankinhalt                                        | 65 l                     | 54 l                            |
| Energieinhalt Akku                                | —                        | 27,6 kWh                        |
| Elektrische Reichweite, WLTP                      | —                        | 116 km                          |
| Abgasnorm                                         | China VIb                | China VIb                       |